# 鉄の島
『鉄の島』（てつのしま）は、日本のバンド、アヤビエの1作目のミニアルバム。2005年1月1日に発売された。

## 概要
作品全体がコンセプト・アルバムの様相を呈しているが、涼平は後にブログで「音楽的な意図と文学的な意図を別に捉えて創り上げた」と書いており、この世界観は涼平が彩冷えるを脱退後に結成したバンドメガマソで発表した楽曲にも繋げられている。
- 初回盤は5000枚限定、紙ジャケット仕様
- 『アヤビエ即完映像集』の発売に合わせて『鉄の島 2ndプレス』が発売

## 収録曲
1. シーサイドサーカスとパステル調
  - 作詞・作曲：涼平
2. 教会プール
  - 作詞・作曲：涼平
3. 灰キノコの森、さまよい魚
  - 作詞・作曲：涼平
4. カオス・クリーム・フェスティバル
  - 作詞・作曲：涼平
5. ダウナービューティフルソング
  - 作詞・作曲：涼平
6. 猫夜亭
  - 作詞・作曲：涼平
  - この曲は、涼平が彩冷える（アヤビエ）以前に活動していたセッションバンド暴君会議で発表した曲の再録である（暴君会議のバージョンでは涼平がボーカルを務めていた）。
7. セシリー癖
  - 作詞・作曲：涼平